# Declaración de Savoy

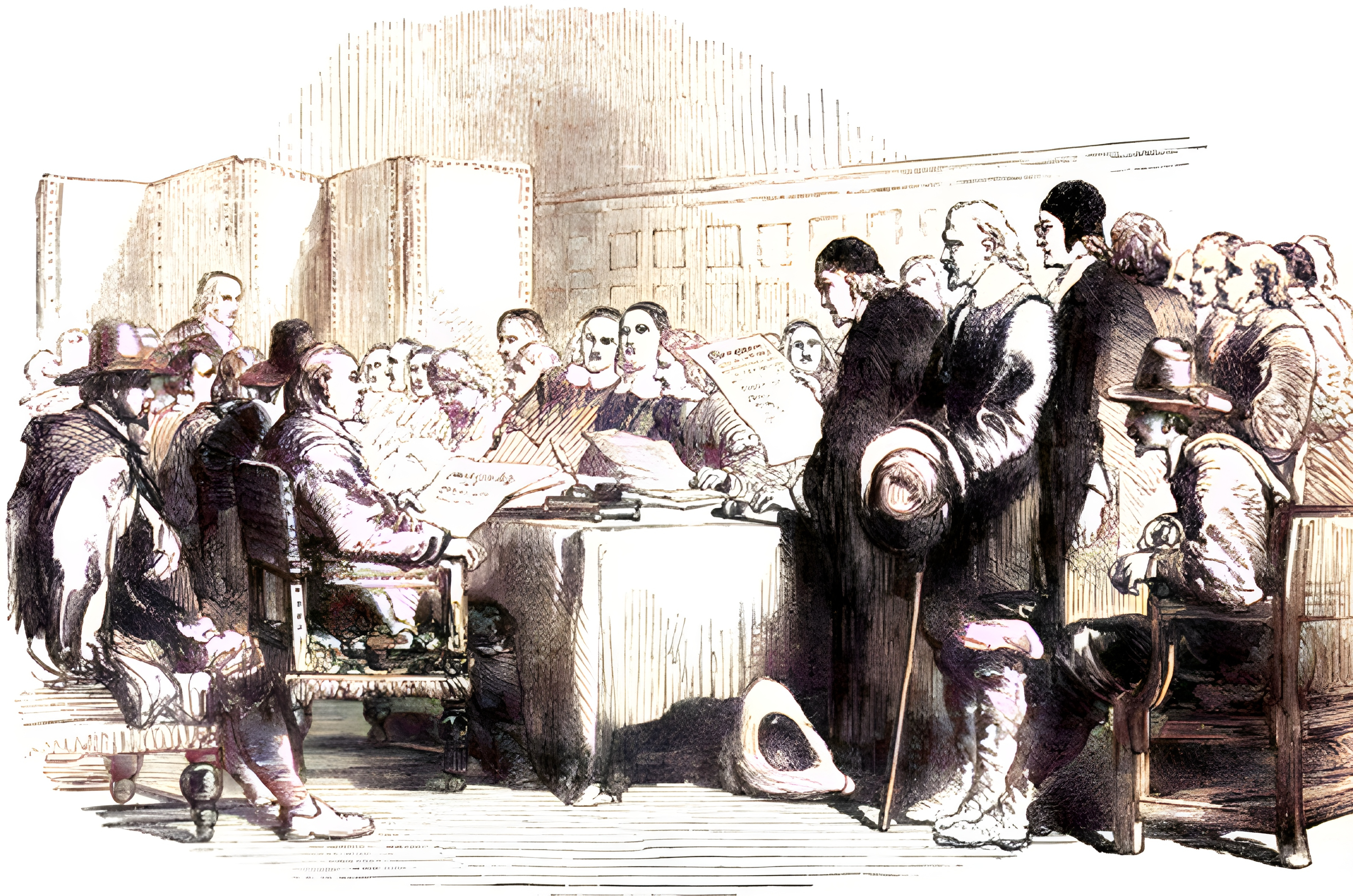
Interpretación artística de la Asamblea de Saboya

La Declaración de Savoy es una confesión de fe congregacionalista. Su título completo es Una Declaración de la Fe y el Orden reconocido y practicado en las Iglesias Congregacionalistas de Inglaterra. Fue redactada en octubre de 1658 por Independientes ingleses y congregacionalistas reunidos en el Hospital Savoy de Londres. Consiste en un prólogo, una confesión y una plataforma de disciplina.

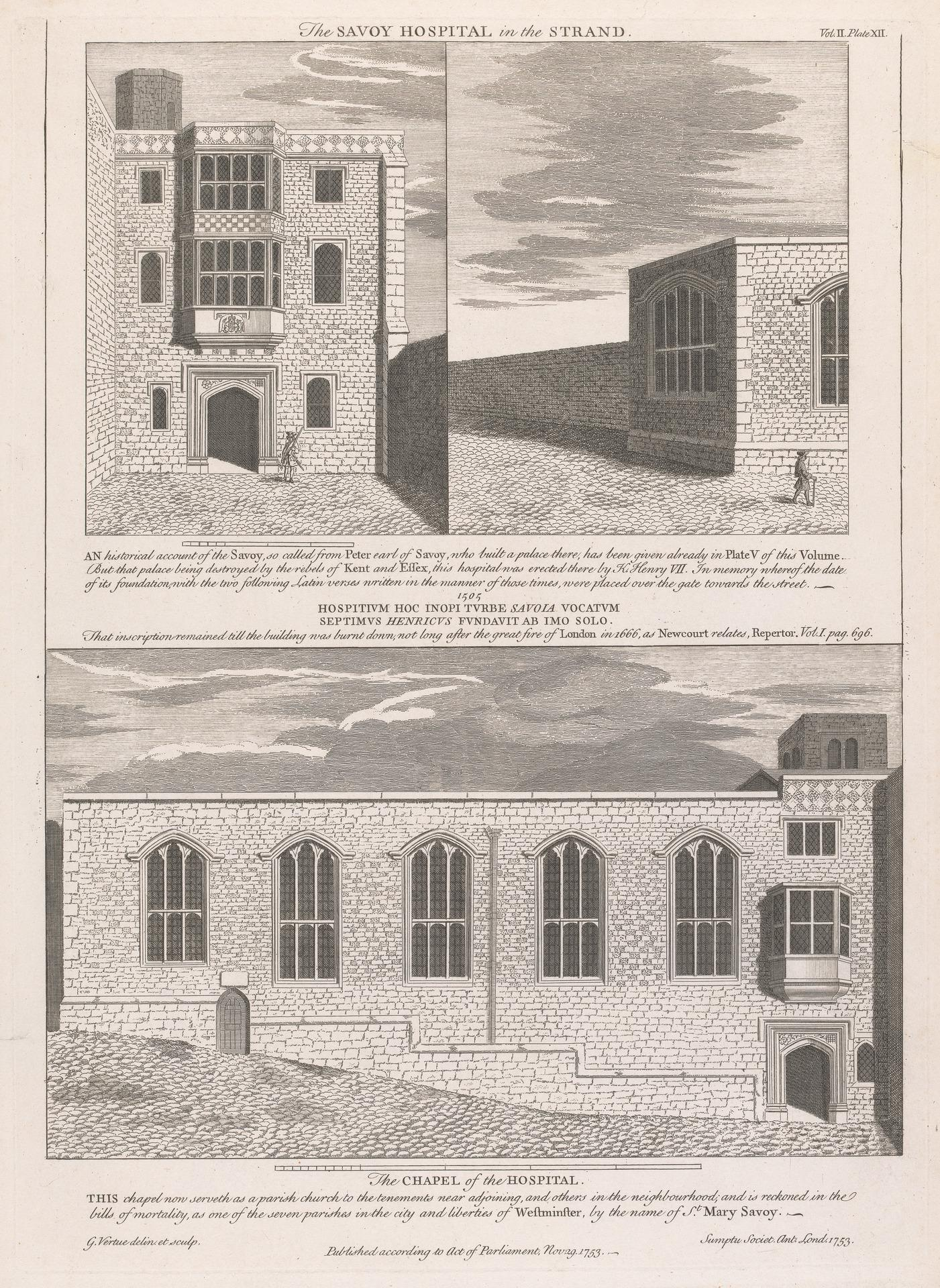
Hospital de Savoy

## La Asamblea de Savoy
La Asamblea de Savoy se reunió en el Savoy durante once o doce días a partir del 12 de octubre de 1658. Representantes, en su mayoría laicos, estuvieron presentes de más de cien iglesias independientes. Thomas Goodwin, quien era un teólogo de Westminster y autor de la Confesión de Fe de Westminster, y John Owen fueron los líderes en un comité de seis teólogos designados para redactar una confesión. Los escritores fueron influenciados por la Plataforma de Cambridge, que era la declaración de gobierno eclesiástico producida por las iglesias congregacionales en Nueva Inglaterra. La Confesión de Fe de Westminster de 1647 de la Iglesia de Inglaterra se utilizó como plantilla básica.

## Confesión
Thomas Goodwin, autor de la Confesión de Fe de Westminster, consideró la Declaración de Savoy como una revisión de la Confesión de Westminster con lo "más reciente y mejor". Los autores de la Declaración de Savoy adoptaron, con algunas modificaciones, las definiciones doctrinales de la confesión de Westminster, reconstruyendo solo la parte relacionada con el gobierno eclesiástico; el principal efecto de la Declaración de la asamblea de Savoy fue confirmar la teología de Westminster. Se añadió un nuevo capítulo titulado Del Evangelio y la Extensión de su Gracia. Otros cambios incluyen una sustitución de los capítulos 30 y 31 de la Confesión de Westminster concernientes al gobierno de la iglesia congregacional. En estos capítulos se afirma la autonomía de las iglesias locales. También se incluyeron las palabras "la obediencia activa de Cristo" en el capítulo 11: De la Justificación. Mientras que "la asamblea votaba casi por unanimidad que tanto la obediencia activa como la pasiva de Cristo eran necesarias para la justificación", las palabras "activa" así como "entera" fueron omitidas. Dado que se requiere una redacción exacta, la Declaración de Savoy lo hace explícito.
La Declaración sería adoptada por el Sínodo Reformador en la Nueva Inglaterra Colonial en 1680.

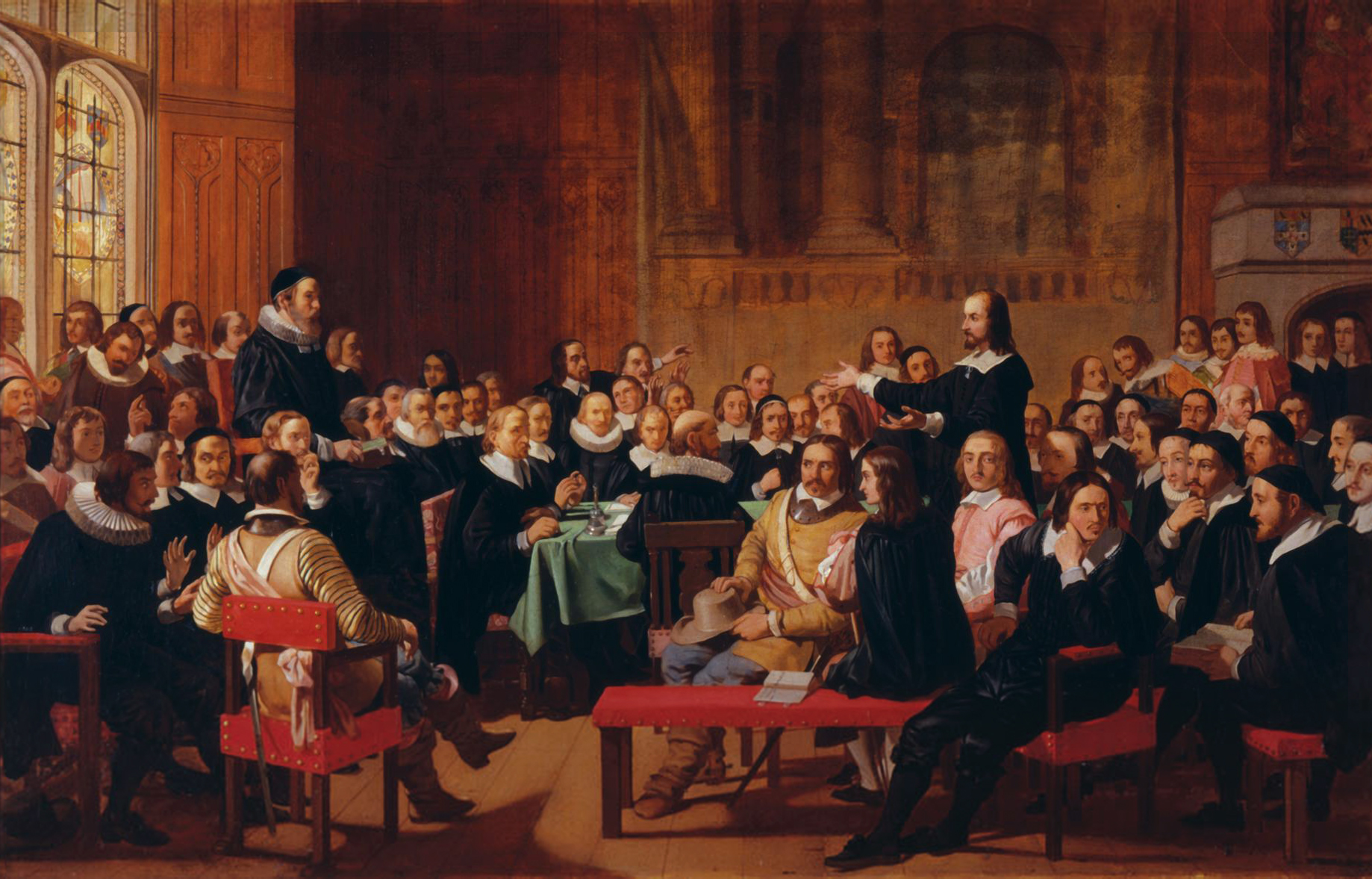
Phillip Nye defendiendo la política congregacional en la Asamblea de Westminster

## Plataforma de Disciplina
Titulado formalmente Sobre la Institución de Iglesias y el Orden establecido en ellas por Jesucristo, la plataforma está compuesta por 30 artículos y expone los principios de la política eclesiástica de la Iglesia Congregacional.
Es un documento nuevo, no una revisión ni del anterior Plataforma Congregacionalista de Cambridge ni del Formulario de Gobierno de la Iglesia Presbiteriana producido por la Asamblea de Westminster, en la que estuvieron presentes importantes redactores de Savoy.